# Balkánská federace

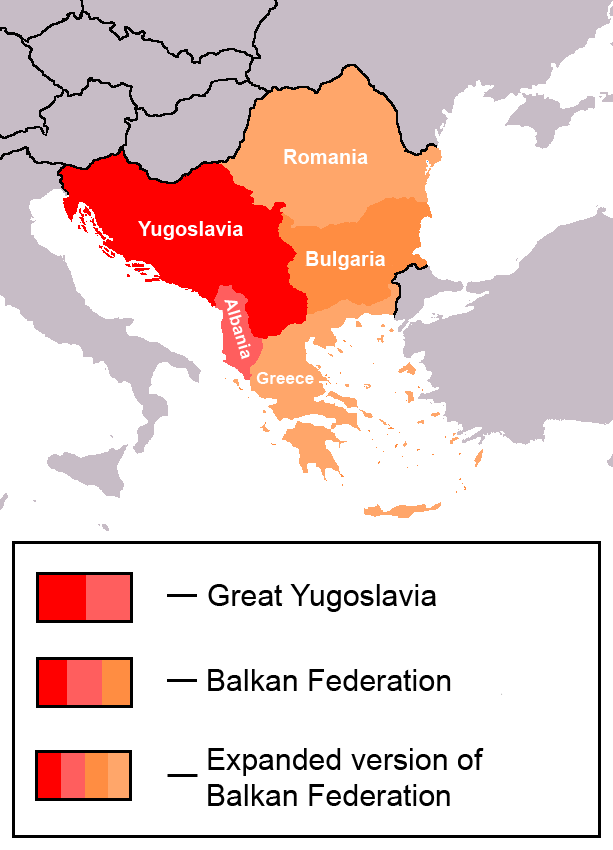

Balkánská federace byl projekt na vytvoření federace několika balkánských států, především levicové orientace. Koncept Balkánské federace se poprvé objevil ke konci 19. století. Cílem bylo vytvořit novou politickou unii, federální republiku spojující Balkánský poloostrov na bázi internacionalismu, socialismu, sociální solidarity a ekonomické rovnosti. Základní vizí bylo to, že i přes rozdíly mezi balkánskými národy je společnou bází pro sjednocení historická potřeba jejich emancipace.
Tato politická koncepce měla tři fáze. V první fázi byla tato myšlenka formulována jako reakce na kolaps Osmanské říše na začátku 20. století. V druhé fázi, převážně v meziválečném období (1919 až 1936), byla idea Balkánské federace převzata balkánskými komunistickými stranami. Třetí fáze je charakterizována konfliktem mezi balkánskými komunistickými vůdci a Stalinem, který byl protivníkem tohoto projektu během poválečného období.

## Historie
Roku 1865 skupina radikálních balkánských intelektuálů založila v Bělehradě Demokratickou orientální federaci, navrhujíc tak federaci od Alp po Kypr, založenou na politické svobodě a sociální rovnosti. Potvrdili svou oddanost ideálům Velké francouzské revoluce v linii Saint-Simonova federalismu a ve spojení se socialistickými idejemi Karla Marxe a Michaila Bakunina. Roku 1894 byla ve Francii ustanovena Liga Balkánské konfederace, na které se podíleli řečtí, bulharští, srbští a rumunští socialisté, kteří podporovali autonomii Makedonie, chápajíce složitost makedonské otázky. Další pokus přišel okamžitě po mladoturecké revoluci v roce 1908. Následujícího roku v Soluni se Asociace socialistických dělníků spojila s dvěma bulharskými socialistickými skupinami a vznikla tak Socialistická dělnická federace otomanských dělníků. Ačkoliv podceňovala až do roku 1913 politickou důležitost národní otázky, která se projevila v právu na sebeurčení národů, a její vůdci zastávali umírněnou pozici k nacionalistickým tendencím v balkánských sociálně-demokratických stranách.

### Balkánská socialistická federace
Ve dnech 7. až 9. ledna 1910 se sešla v Bělehradě První balkánská socialistická konference, na které se řešila otázka balkánské jednoty, snaha zabránit hrozícím válkám a také volání po vyřešení makedonské otázky. Roku 1915, po konferenci v Bukurešti, bylo rozhodnuto vytvořit Revoluční balkánskou sociálně-demokratickou federaci práce, skládající se ze skupin trvajících na Zimmerwaldské konferenci a odporujících účasti na první světové válce. Zpočátku byla vedena Christianem Rakovským, později se mezi jejími prominentními členy objevují Vasil Kolarov a Georgi Dimitrov. Roku 1915 Dimitrov napsal, že Makedonie „která byla rozdělena na tři části“, by měla být „sjednocena do jednoho státu, požívajícího rovná práva v rámci Balkánské demokratické federace.“ Tato nezávislá a sjednocená Makedonie se měla skládat z příslušných geografických oddílů Bulharska, Srbska a Řecka. Federace byla v průběhu doby potlačována národními vládami, samotný Rakovskij byl v roce 1916 zatčen v Rumunsku.

### Balkánská komunistická federace
Po Říjnové revoluci v Rusku se mezi lety 1920 až 1921 zformovala Balkánská komunistická federace, ovlivněná názory Vladimira Iljiče Lenina na národnost. Jednalo se o zastřešující komunistickou organizaci, ve které byly zastoupeny všechny balkánské komunistické strany a která byla řízena požadavky Sovětského svazu a Kominterny. Obhajovala vizi Balkánské federativní republiky, která by zahrnovala Bulharsko, Jugoslávii, Řecko a Turecko; některé návrhy začleňovaly i Rumunsko. Tento orgán tedy dohlížel na aktivity Bulharské komunistické strany, Komunistické strany Jugoslávie, Komunistické strany Řecka, Turecké komunistické strany a do jisté míry i Komunistické strany Rumunska. Balkánská komunistická federace byla rozpuštěna v roce 1939.

## Poválečná federace
Krátce po konci druhé světové války jednali komunističtí vůdci Jugoslávie a Bulharska Josip Broz Tito a Georgi Dimitrov o spojení jejich dvou zemí do Balkánské federativní republiky. Jako ústupek jugoslávské straně souhlasili Bulhaři s uznáním makedonského etnika a jazyka v bulharské části Makedonie. Dne 1. srpna 1947 byla mezi Jugoslávií a Bulharskem podepsána tzv. Bledská dohoda. V listopadu 1947 podepsalo také Bulharsko, pod jugoslávským a sovětským tlakem, dohodu o přátelství s Jugoslávií. Další jednání však byla přerušena kvůli rozkolu mezi Titem a Stalinem v červnu 1948, kdy se Bulharsko na příkaz Sovětského svazu stalo vůči Jugoslávii nepřátelské.